# Malwelwe
Malwelwe è un villaggio del Botswana situato nel distretto di Kweneng, sottodistretto di Kweneng West. Il villaggio, secondo il censimento del 2011, conta 1.146 abitanti.

## Località
Nel territorio del villaggio sono presenti le seguenti 3 località:
- Setchi di 3 abitanti,
- Setshe di 31 abitanti,
- Thejane di 3 abitanti